# Ascotis ijimai
Ascotis ijimai là một loài bướm đêm trong họ Geometridae.